# Équipe de Cuba de rugby à XV
L'équipe de Cuba de rugby à XV rassemble les meilleurs joueurs de rugby à XV de Cuba.

## Histoire
Fondée en 1950, l'équipe de rugby à XV de Cuba peine à s'imposer dans le milieu international. Successivement battue par la Guyane, le Pérou, la Jamaïque et le Chili, il faut attendre le 14 février 1959 pour voir la première victoire cubaine contre l'Angleterre sur le score de 12-9, dans un match épique longuement contesté et démenti par la fédération anglaise. En octobre 1967, Cuba subit la plus grosse défaite de son histoire contre Haïti 78-0. Jouant peu de match internationaux dans les années 70 et 80, Cuba s'offre un retour cinglant sur la scène internationale en naturalisant les trois meilleurs joueurs péruviens, Rallé, Bezes et Andreu. Cuba bat ainsi à nouveau l'Angleterre 14-9 en 1991, cette victoire ayant été à nouveau contestée et démentie par la fédération anglaise, Cuba se voit obligé de se retirer du rugby international.

## Joueurs emblématiques
- Laurent Rallé - Pilier
- Florian Bezes - Demi de mêlée
- David Andreu - Demi d'ouverture